# Clerus
Clerus — род жесткокрылых насекомых семейства пестряков.

## Описание
Глаза почти плоские, направлены вперёд; лоб немного шире или не шире диаметра глаза.

## Систематика
В составе рода:
- Clerus africanus
- Clerus dealbatus
- Clerus formosanus
- Clerus guishanensis
- Clerus intermedius
- Clerus klapperichi
- Clerus mutillaeformis
- Clerus mutillarius
- Clerus mutillaroides
- Clerus sinae
- Clerus thanasimoides